# Auerbach (Vogtland)
Auerbach é um município da Alemanha, situado no distrito de Vogtlandkreis, no estado da Saxônia. Tem 55,52 km² de área, e sua população em 2019 foi estimada em 18.237 habitantes.